# کفشک‌ماهی خال‌چشمی
کفشک‌ماهی خال‌چشمی (نام علمی: Bothus ocellatus) نام یک گونه از تیره کفشک‌ماهیان چپ‌روی است.